# Wilhelm Stoller
Wilhelm Stoller (* 8. April 1884 in Amstetten (Württemberg); † 4. November 1970 in Ludwigsburg) war ein deutscher Diplomat, Gesandter und Generalkonsul in Hanoi, Bangkok, Shanghai, Tietsin, Nanking und Basel.
Sein älterer Bruder war der Geologe Jakob Stoller (1873–1930).

## Leben und Wirken
Wilhelm Stoller stammte aus einfachen Verhältnissen. Geboren wurde er am 8. April 1884 als letztes von acht Kindern des Schneiders und Kirchenpflegers Friedrich Stoller und seiner Ehefrau Margarete, geb. Miller in der schwäbischen Albgemeinde Amstetten (Württemberg). Einer seiner Vorfahren war der aus Grindelwald/Schweiz nach Amstetten zugewanderte Bauer Oswald Stoller († 1740).
Schon früh zeigte sich seine hohe Begabung, vor allem für Sprachen. Nach dem Abitur 1902 in Ulm begann er das Studium der Rechtswissenschaft und Volkswirtschaft an den Universitäten Tübingen und Berlin. Er war von 1902 bis zu seinem Austritt 1963 Mitglied der Studentenverbindung Landsmannschaft Ghibellinia Tübingen. Im Herbst 1907 bestand er in Tübingen die erste juristische Staatsprüfung. Er fasste den Entschluss, in den Dienst der Deutschen Botschaft in China zu treten. Sein Diplom-Examen in Chinesisch legte er 1908 ab. Im Januar 1910 reiste er mit der transsibirischen Eisenbahn über Russland, Sibirien und die Mandschurei nach China und war dort in verschiedenen Städten bis 1917 als Dolmetscher tätig.
Zurückgekehrt nach Deutschland leistete er bis zum Ende des Ersten Weltkrieges Militärdienst.
1920 kehrte er in das Auswärtige Amt zurück. Von 1922 bis 1928 wurde er als Vizekonsul in das Generalkonsulat nach Shanghai berufen.
Als Konsul leitete er von 1928 bis 1936 das Konsulat in Hanoi. Zudem war er von 1934 bis 1936 Leiter der Gesandtschaft in Bangkok. 1936 erfolgte die Ernennung zum Generalkonsul, wo er bis 1941 das Generalkonsulat in Tientsin leitete.
Kommissarisch, bis zum Ende des Deutschen Reiches im Mai 1945, leitete er die Botschaft in Shanghai. 1947 kehrte er als Gefangener nach Deutschland zurück und kam in das Internierungslager Dachau. Danach zog Stoller nach Ludwigsburg.
In den schwierigen Nachkriegsjahren berief man ihn 1951, bereits 67 Jahre alt, in Basel das Generalkonsulat einzurichten und zu leiten. 1952 trat Stoller in den Ruhestand und verbrachte seinen Lebensabend gemeinsam mit seiner Ehefrau Meta, geb. Lemke, bis zu seinem Tod am 4. November 1970 in Ludwigsburg.